# Giurgeni
Giurgeni község és falu Ialomița megyében, Munténiában, Romániában. 

## Fekvése
A megye keleti részén található, a megyeszékhelytől, Sloboziatól, negyvennyolc kilométerre keletre. A község területén egyesül a Duna és annak Borcea ága. 

## Lakossága
| Nemzetiségek | 2002 | 2002    |
| ------------ | ---- | ------- |
| Románok      | 1649 | 100,00% |
| Összesen     | 1649 | 100,0%  |